# Станіслав Богуш-Сестренцевич
Станіслав Богуш-Сестренцевич (3 вересня 1731 — 1 грудня 1826) — римо-католицький церковний діяч Російської імперії, перший архієпископ Могильовський, адміністратор віленської єпархії, літератор та історик.
Мав при дворі великий авторитет. Вважається, що підтримував у Катерині II вороже ставлення до уніатів.
Наприкінці 1773 С.Сестренцевич очолив створене латинське єпископство — єдине для всієї Російської імперії з центром у Білорусі. За його ініціативою на новоприєднаних землях у 1795 було створено три єпархії, території яких встановлювалися без урахування етнічного чинника.

## Праці
Написав важливе дослідження по давній історії України — «Історію царства Херсонеса Таврійського», видану у Санкт-Петербурзі у 1806. Праця присвячена історії різних народів і держав на території Кримського півострова, не тільки у зазначений історичний період, але і в часи Кримського ханства. Серед джерел, які використав автор, були й розповіді запорозьких козаків.